# پائول وکسا
 پائول وکسا (انگلیسی: Paul Wekesa؛ زادهٔ ۲ ژوئیهٔ ۱۹۶۷) یک تنیس‌باز اهل کنیا است.